# Didier Fassin
Didier Fassin (30 de agosto de 1955) es un antropólogo, sociólogo y médico francés. Es profesor de ciencias sociales en el Institute for Advanced Study de la Universidad de Princeton y director de estudios en la Escuela de Estudios Superiores en ciencias sociales (EHESS). Sus investigaciones se han concentrado sobre las cuestiones de salud y después se han orientado hacia los entramados políticos y morales de las sociedades contemporáneas. Es el hermano de Éric Fassin.

## Biografía
Después de sus estudios en medicina, se convierte en jefe de clínica asistente del Hospitales de París, especializado en medicina interna y enfermedades infecciosas en el hospital de Pitié-Salpêtrière al principio de la epidemia del sida. Una estancia en Calcuta, donde trabaja como médico responsable de la muerte, lo expone a la doble realidad de la desigualdad extrema y de la diferencia cultural, reorienta su carrera primeramente hacia la salud pública y después hacia las ciencias sociales. Durante su servicio civil en Túnez, desarrolla un programa regional para el tratamiento de la fiebre reumática y sus complicaciones cardíacas, que representan la principal causa de muerte entre los jóvenes.
Titular de un máster en epidemiología y en salud pública, enseña luego estas disciplinas en la facultad de medicina de la Universidad Pierre y Marie Curie. Es en Senegal, en el marco de un programa del Instituto de investigación para el desarrollo que conduce de 1984 a 1986 su primer estudio antropológico, que trata sobre las relaciones entre terapeutas y enfermos en el medio urbano y el cual ilustra el material de su tesis de doctoral. En 1989, él parte hacia Ecuador al Instituto francés de estudios andinos para estudiar con su esposa, la socióloga Anne-Claire Defossez, los procesos que dan cuenta  las disparidades de mortalidad maternal, sobre todo entre las poblaciones indígenas. A partir del año 2000 dirige un programa sobre los entramados políticos, históricos y memoriales del VIH/sida en Sudáfrica, país del mundo más tocado por la epidemia.
Paralelamente, se interesa de manera creciente en las cuestiones morales y políticas planteadas por el apresamiento responsable de personas confrontadas a situaciones de precariedad o de dominación : pobres, desempleados, migrantes, refugiados, huérfanos del sida en África, víctimas de catástrofe en Venezuela, poblaciones oprimidas en Palestina. Pulsándose largas encuestas de terreno, sus investigaciones llevan, por una parte, sobre el desarrollo de lógicas compasionales y de prácticas humanitarias, por la otra, sobre el despliegue de políticas represivas a través de la policía, la justicia y la prisión. Los realiza gracias al fondo « Ideas » del Consejo europeo de la investigación en donde es condecorado en 2008.
Profesor de sociología a la Universidad París Norte en 1997, después director de estudios en antropología política y moral la Escuela de Estudios Superiores en Ciencias Sociales en 1999, crea el Cresp, Centro de investigación sobre la salud, lo social y lo político, después, con Alban Bensa, el Instituto de investigación interdisciplinaria sobre los entramados sociales, que depende del CNRS y del Inserm y que dirige hasta el 2010. En 2009, es nombrado profesor en la cátedra de ciencias sociales James D. Wolfensohn del Institute for Advanced Study de Princeton, donde sucede a Clifford Geertz. Es igualmente desde 2010 profesor invitado en la Universidad de Princeton y desde 2013 profesor honorario en la Universidad de Hong Kong. En 2016, recibe del rey de Suecia la medalla de oro de la Sociedad sueca de antropología y de geografía otorgada todos los tres años a un antropólogo.
En margen de su recorrido universitario, Didier Fassin se vuelca en diversas actividades ciudadanas. En 1996, ha fundado y dirigido la Unidad Villermé para las enfermas sin amparo social o residencia documentada en Francia en el hospital Avicena de Bobigny. Administrador y después vicepresidente de Médicos Sin Fronteras de 1999 a 2003, deviene presidente del Comede en 2006, Comité para la salud de los exiliados, organización no gubernamental que otorga seguro médico, social y jurídico a los migrantes y a los refugiados. Por otra parte, interviene en varios medios de comunicación y foros sobre las cuestiones de asilo, de inmigración, de discriminaciones, de justicia social y de política securitaria en Francia.

## Trabajos

### Antropología política de la salud
Desde sus primeras investigaciones, Didier Fassin se desmarca de los dos grandes enfoques franceses de la medicina y de la enfermedad en los años 1980 : el etnomedicina, que pretende reunir los saberes terapéuticos tradicionales, y la antropología de la enfermedad, que teoriza los aspectos simbólicos y mágico-religiosos. Se esfuerza más bien de tomar las dimensiones políticas de la salud, las disparidades en materia de sanidad, los informes de poder en torno a la medicina, las interpretaciones ordinarias de la enfermedad. Desarrolla este enfoque en sus estudios sobre la salud urbana en Senegal, la salud maternal en Ecuador, la epidemia de sida en Congo y el envenenamiento infantil en Francia. Él la teoriza en una obra llamada El Espacio político de la salud. Prueba de genealogía, y en el marco de su dirección de estudios en la EHESS : « Antropología política de la salud ».
La cuestión de las desigualdades es central en el conjunto de estos trabajos. Él el explora etnográficamente en la investigación sobre el sida en Sudáfrica que da lugar a la publicación del libro Cuando los cuerpos se acuerdan. Mostrando cómo la crisis epidemológica y política suscitada por la epidemia revela el peso de un pasado siempre presente del apartheid; propone el concepto de incorporación de la desigualdad que se manifiesta de dos formas : objetivamente, en la forma en que la precariedad y la violencia heredadas de las políticas raciales se reflejan en los cuerpos ; subjetivamente, en la forma en que la memoria de la dominación se expresa mediante interpretaciones de la enfermedad, entre la sospecha y el resentimiento.
Ampliando su reflexión a la cuestión de la vida en las sociedades contemporáneas, Didier Fassin revalúa los conceptos de biopoder y de biopolíticas propuestos por Michel Foucault. Así como el biopoder, el poder sobre la vida, debemos pensar la biolegitimidad, el reconocimiento de la vida como el bien supremo. Antes que de biopolíticas, que implican las tecnologías que gobiernan las poblaciones, hace falta analizar las políticas de la vida, que revelan cómo se trata los seres humanos. Se trata pues de revelar la contradicción entre el valor superior de la vida como principio y la desigualdad de la evaluación concreta de las vidas.

### Antropología política y moral
Mientras que lo político está considerado como un objeto legítimo para los antropólogos, la moral tiene en revancha durante mucho tiempo eludida. Ambos paradigmas en competición de la ética kantiana del deber, reformulada por Durkheim, y de la ética aristotélica de la virtud, reelaborada como consecuencia de Foucault, tienen en común aislar una cuestión moral, hablando de código moral en el primer caso y de subjetividad ética en el segundo. Si bien reconoce el interés de estos dos enfoques, Didier Fassin prefiere pensar en términos de cuestiones morales y cuestiones éticas que están constantemente sujetas a definiciones, disputas y negociaciones. Revisando el concepto de economía moral, propone superar las contradicciones entre E.P. Thompson y Lorraine Daston al considerarlo como la producción, circulación y apropiación de valores y afectos en torno a un problema social: muestra los beneficios que hay que pensar, por ejemplo, la inmigración o el asilo en términos de economía moral.
Más generalmente, sobre la base de investigaciones multi-situadas, su propósito es de desnaturalizar las evidencias morales, de inscribirlas en la historia, de mostrar los lazos políticos y finalmente de pensar la moral más allá del bien y del daño, según la fórmula de Friedrich Nietzsche. De esta forma relanzar la categoría de víctima en El Imperio del traumatismo (L’Empire du traumatisme) y se interroga sobre las lógicas de la compasión en La Razón humanitaria (La Raison humanitaire). La crítica que propone no pone como centro el sufrimiento de las víctimas o la sinceridad de los actores humanitarios, sino que pretende pensar sobre los usos sociales y políticos del traumatismo o de la compasión y sus consecuencias: cómo – por ejemplo – la defensa de las víctimas puede sustituir al reconocimiento de su palabra y cómo, de nuevo, la lógica humanitaria puede relegar al segundo plano las preocupaciones por la justicia social.
En contrapunto de esta exploración de la empatía social, los estudios que aporta sobre la policía, la justicia y la prisión revelan la dimensión represiva del tratamiento de las poblaciones vulnerables, a la cual Didier Fassin ha consagrado dos trabajos etnográficos: La Fuerza del orden, sobre el trabajo de la policía en los barrios populares, y La Sombra del mundo, sobre las pruebas de la condición carcelaria. Las cuestiones morales y los entramados éticos no se limitan efectivamente al examen de la bondad, del altruismo y de la humanidad: implican también la indiferencia, la aversión o la crueldad. Al respecto, el problema del castigo, de su justificación y de su aplicación constituye un reto mayor para sociedades revenidas cada vez más punitivas sin vínculo con un aumento de la criminalidad.

### Las ciencias sociales en la ciudad
En el conjunto de sus trabajos, Didier Fassin defiende la idea de una función crítica de las ciencias sociales y rechaza la oposición entre la sociología crítica de Pierre Bourdieu y la sociología de la crítica de Luc Boltanski. Describe al investigador en ciencias sociales como quien se encuentra sobre el umbral de la caverna platónica, reconociendo a la vez la inteligencia social de los actores y la necesidad de una mirada exterior distanciada. El pensamiento crítico consiste en no dar por sentadas las evidencias del mundo social, las categorías, las distorsiones y las omisiones a través de las cuales se piensa: es una crítica del sentido común, empezando por la de los propios investigadores. Pero la singularidad de la crítica de las ciencias sociales es que no procede solo de un enfoque teórico: se alimenta de un trabajo empírico. Este enfoque crítico, Didier Fassin lo implementó en una serie de objetos que van desde la noción consensuada de exclusión hasta el problema invisible de la racialización, desde las políticas de seguridad hasta el gobierno humanitario.
Un rasgo esencial de este paso es el recurso hacia la etnografía, que Didier Fassin describe como a la vez un método, una escritura y una experiencia. Suponiendo largos períodos de investigaciones en las que las acciones del investigador comparte lo cotidiano con aquellos entre los que dirige su trabajo, no forúnculos, sin embargo, según él, el retorno de estas interacciones.
Debe ser parte de una historia y una sociología para comprender los problemas sociales, económicos, políticos y morales que subyacen a estas interacciones. Es a esta condición que se puede hablar de antropología crítica.

## Premio y distinciones
- Orden de las Palmas Académicas (2007)
- Douglass Prize, mejor libro de antropología de Europa para The Imperio of Trauma (2011)
- Bateson Prize, mención honorable, Society for Cultural Anthropology, para Humanitarian Reason (2012)
- Condecora de oro de la Sociedad sueca de antropología y de geografía, para su « contribución científica a la antropología » (2016)